# Annemarie von Gabain
Annemarie von Gabain (* 4. Juli 1901 in Mörchingen, Reichsland Elsaß-Lothringen; † 15. Januar 1993 in Berlin) war eine deutsche Turkologin und Sinologin. Sie leistete wichtige Beiträge zur Erforschung der deutschen Turfan-Sammlung.

## Leben
Ihr Vater Arthur von Gabain kam aus einer Hugenottenfamilie und war General. Trotzdem erzog ihre Mutter sie katholisch. Annemarie von Gabain verbrachte ihre Schulzeit zunächst in Mainz, wo ihr Vater im 1. Nassauischen Infanterie-Regiment Nr. 87 diente und später in Brandenburg, wo sie am 13. Februar 1920 ihr Abitur machte. Anschließend ging sie nach Berlin, um eine universitäre Ausbildung zu absolvieren. Sie schrieb sich in Mathematik, Sinologie und Turkologie ein. Ihre Dissertation schrieb sie in Sinologie. Von Gabain studierte Turkologie bei dem Turkologen Wilhelm Bang-Kaup.

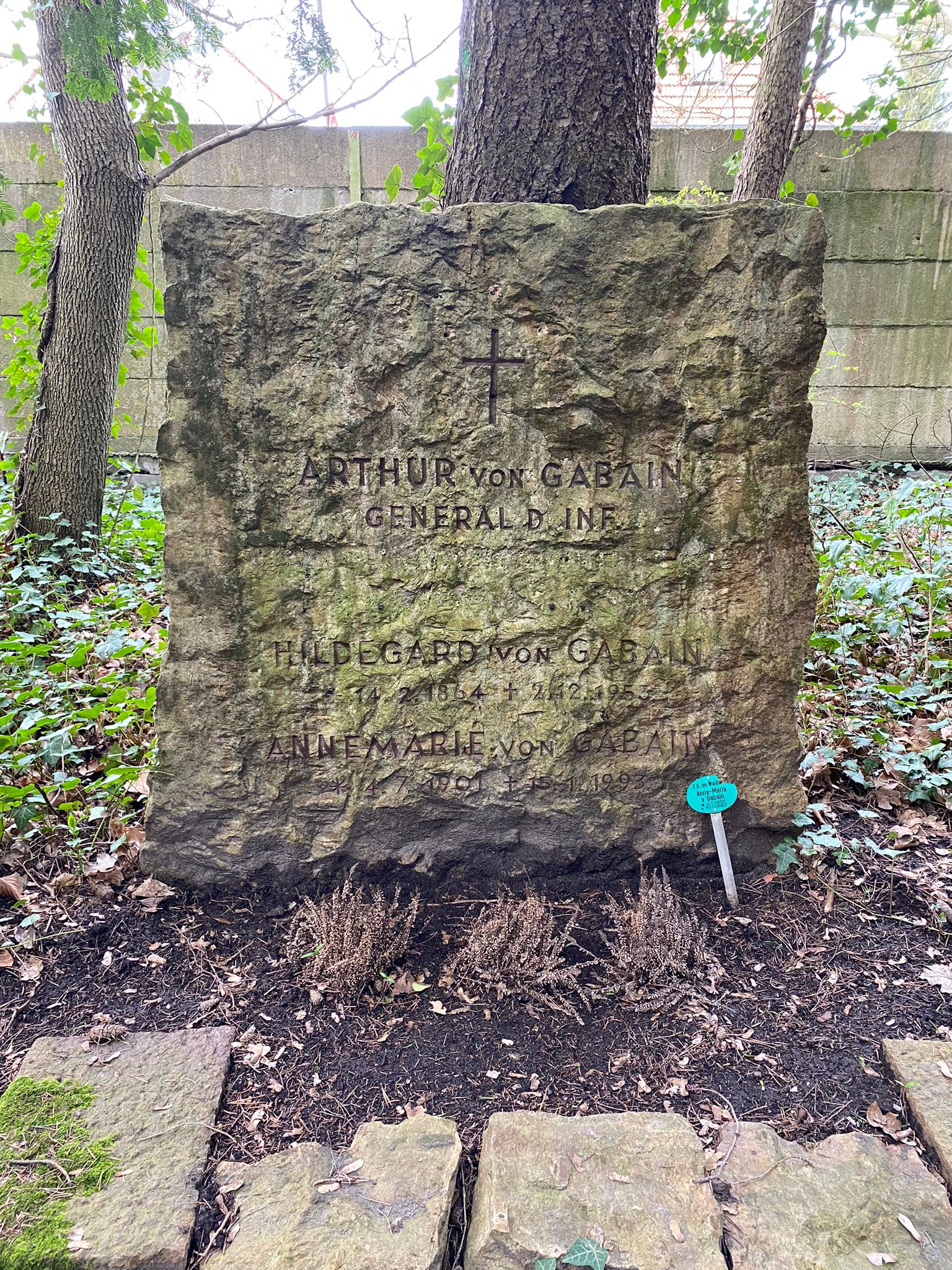
Grabstätte auf dem Parkfriedhof Lichterfelde

Von 1935 bis 1937 lehrte Gabain als Gastprofessorin in Ankara zum Zweck der Gründung eines Sinologischen Instituts. Vom Sommersemester 1938 bis Wintersemester 1944/45 hielt sie Vorlesungen an der Berliner Universität. Am 13. November 1939 beantragte Gabain die Aufnahme in die NSDAP und wurde zum 1. Dezember desselben Jahres aufgenommen (Mitgliedsnummer 7.311.591). Sie unterstützte die Rettungsaktion für den polnischen Islamwissenschaftler und Turkologen Tadeusz Jan Kowalski, der im Zuge der Sonderaktion Krakau deportiert worden war. Anfang der 1940er Jahre gehörte sie mit Gerhard von Mende und Olaf Hansen zu einer Gruppe von wissenschaftlichen Beratern für die SS-Studie Völker, Volksgruppen und Volksstämme auf dem ehemaligen Gebiet der Sowjetunion. Geschichte, Verbreitung, Rasse, Bekenntnis (herausgegeben vom Reichsführer, Rasseamt und dem Institut für Grenz- und Auslandsstudien). Ziel dieser Studie sollte die Grundlage für eine „volkliche Neugestaltung“, „eins der ernstesten und ersten Probleme bei der Neuordnung des Ostraumes“ (vgl. Generalplan Ost) sein, „ohne dessen Lösung sich die bolschewistischen Reste aus ihm niemals werden beseitigen lassen“; der „Mehrzahl der volklichen Gemeinschaften“ wurde bescheinigt „aus Gründen ihres unzulänglichen rassischen Erbgutes auch die Voraussetzungen zum Erreichen einer wahrhaft volklichen Entwicklungshöhe“ abzugehen. „Vom Schicksal scheint es ihnen bestimmt zu sein, nach intensiver Berührung mit moderner Zivilisation biologisch auszusterben, aufgelöst oder in wirkliche Völker eingeschmolzen zu werden.“
Gegen Kriegsende gehörte Gabain als Leiterin der Abteilung Literatur zur „Arbeitsgemeinschaft Turkestan“ der DMG, die Ende 1944 auf Betreiben des SS-Obersturmführers Reiner Olzscha gegründet worden war. Als wissenschaftliche Mitarbeiterin war Gabain an der Preußischen Akademie der Wissenschaften beschäftigt, wo sie mit Hilfe von usbekischen Kriegsgefangenen aus der Turkistanischen Legion 1945 die Özbekische Grammatik veröffentlichte.
Von 1946 bis 1949 arbeitete Gabain am Heimatmuseum in Bad Reichenhall. Von 1949/50 bis zu ihrer Emeritierung 1966 war sie außerplanmäßige Professorin für Turkologie an der Universität Hamburg. 1959 wurde sie korrespondierendes Mitglied der Akademie der Wissenschaften der DDR, 1969 auswärtiges Mitglied, 1990 ordentliches Mitglied.
Annemarie von Gabain erhielt ihre letzte Ruhestätte auf dem Berliner Parkfriedhof Lichterfelde.